# Sulmona (stacja kolejowa)
Sulmona (wł: Stazione di Sulmona) – stacja kolejowa w Sulmonie, w prowincji L’Aquila, w regionie Abruzja, we Włoszech. Położona jest na obrzeżach miasta, na wysokości 328 m n.p.m.

## Historia
Stacja została wybudowana między 1873 i 1875, łącząć linią kolejową miasto z Pescarą. Budowa była prowadzona przez Società italiana per le strade ferrate meridionali. W 1888 roku została otwarta dla ruchu kolejowego linia do Rzymu.